# José Antonio Pavón y Jiménez
José Antonio Pavón y Jiménez (o José Antonio Pavón) (Casatejada, Cáceres, 22 de abril de 1754-Madrid, 1840) fue un botánico español, muy conocido por sus estudios de las floras de Perú y de Chile durante la expedición Botánica al Virreinato del Perú bajo Carlos III de 1777 a 1788.

## Vida y obra

### Biografía
José Antonio Pavón y Jiménez-Villanueva, con 11 años, se marchó a Madrid, donde cursó estudios de química, farmacia y botánica.
Uno de sus primeros trabajos, en la capital, fue el de ayudante de su tío José Pavón, que era boticario del rey Carlos III. De 1771 a 1778, Pavón cursó estudios superiores en geografía, física, química, mineralogía, farmacia y botánica. Asimiló con aplicación todos los cursos que se impartían en el Jardín Botánico de Madrid, dirigido por Casimiro Gómez Ortega. Allí conoció a Hipólito Ruiz López, que iba a ser su maestro y colaborador. Con él participó en la expedición científica que se realizó a Perú. El proyecto se mantuvo durante cerca de una década. Cuando falleció Ruiz, Pavón continuó los trabajos que habían iniciado juntos. Para costear sus gastos de expedición tuvo que vender libros de su propiedad.
Durante el reinado de Carlos III, cuatro grandes expediciones botánicas se enviaron al Nuevo Mundo; a Nueva España, Nueva Granada, Filipinas y Perú. Pavón e Hipólito Ruiz fueron los fitólogos de la primera de esas expediciones dirigida a Perú, Chile y Ecuador. 

### Publicaciones
Conjuntamente con Hipólito Ruiz López:
- Florae peruvianae et chilensis prodromus, 1794
- Systema vegetabilium florae peruvianae chilensis: characteres prodromi genéricos differentias, 1798
- Flora peruviana, et chilensis, sive descriptiones, et icones plantarum Peruvianarum, et Chilensium, secundum systema Linnaeanum digestae, 1798-1802

### Galería

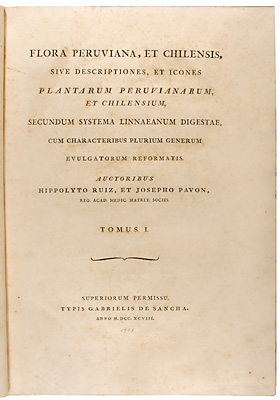
Flora Peruviana, et Chilensis
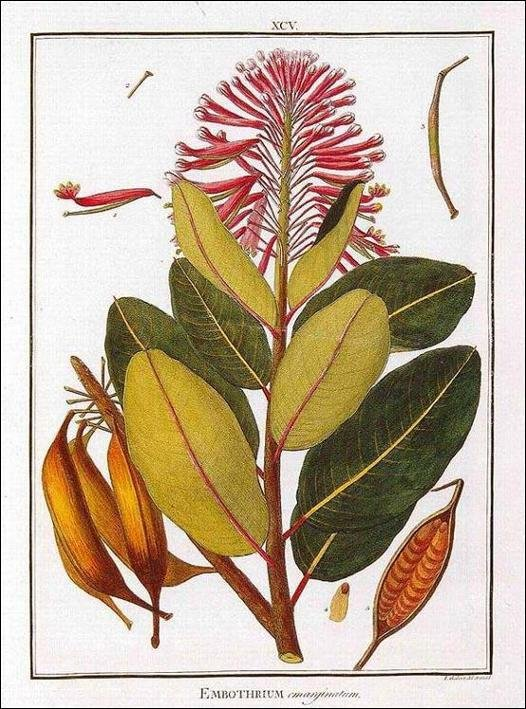
Grabado de Embothrium en Florae peruvianae
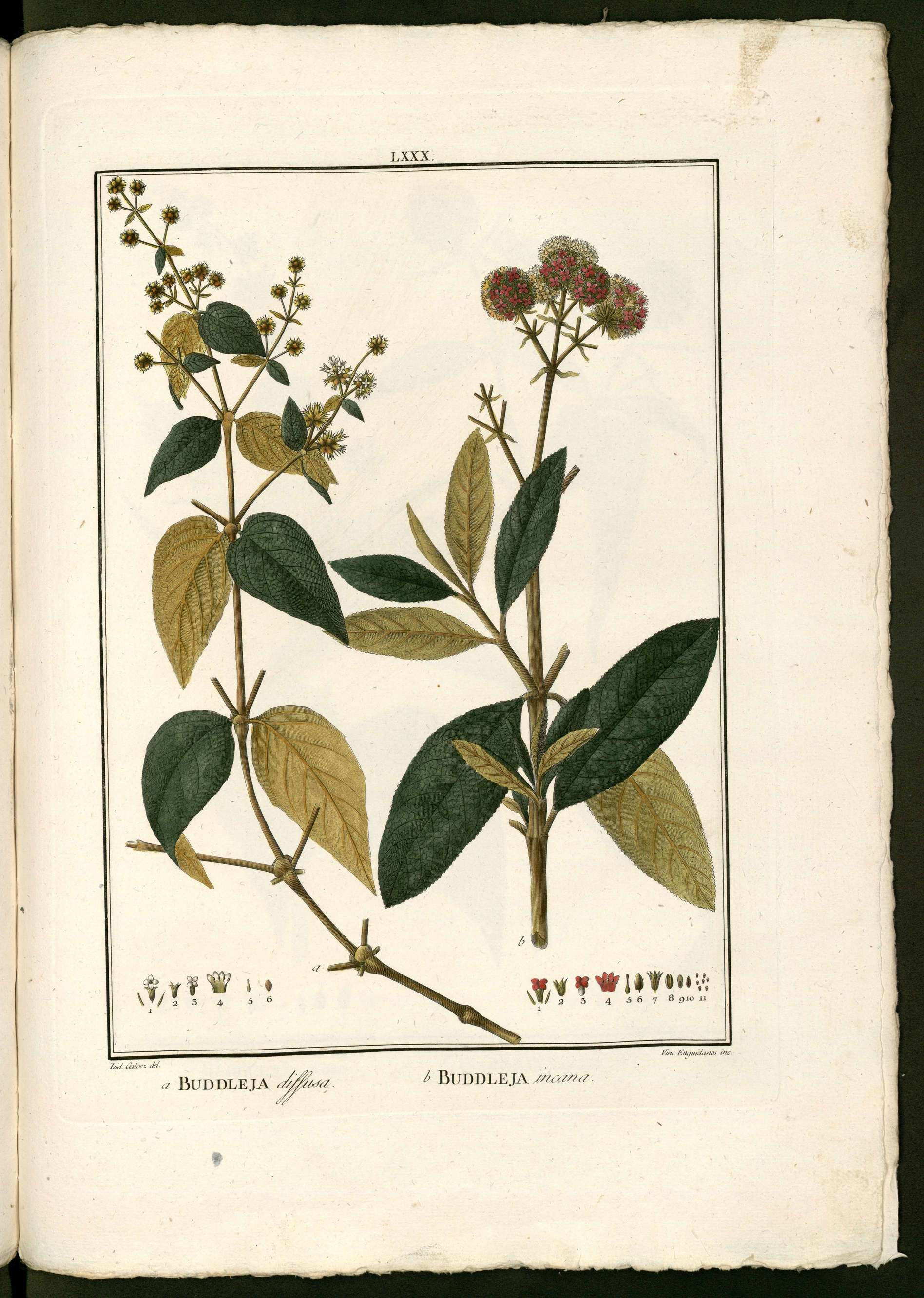
Buddleja incana

## Legado

### Honores

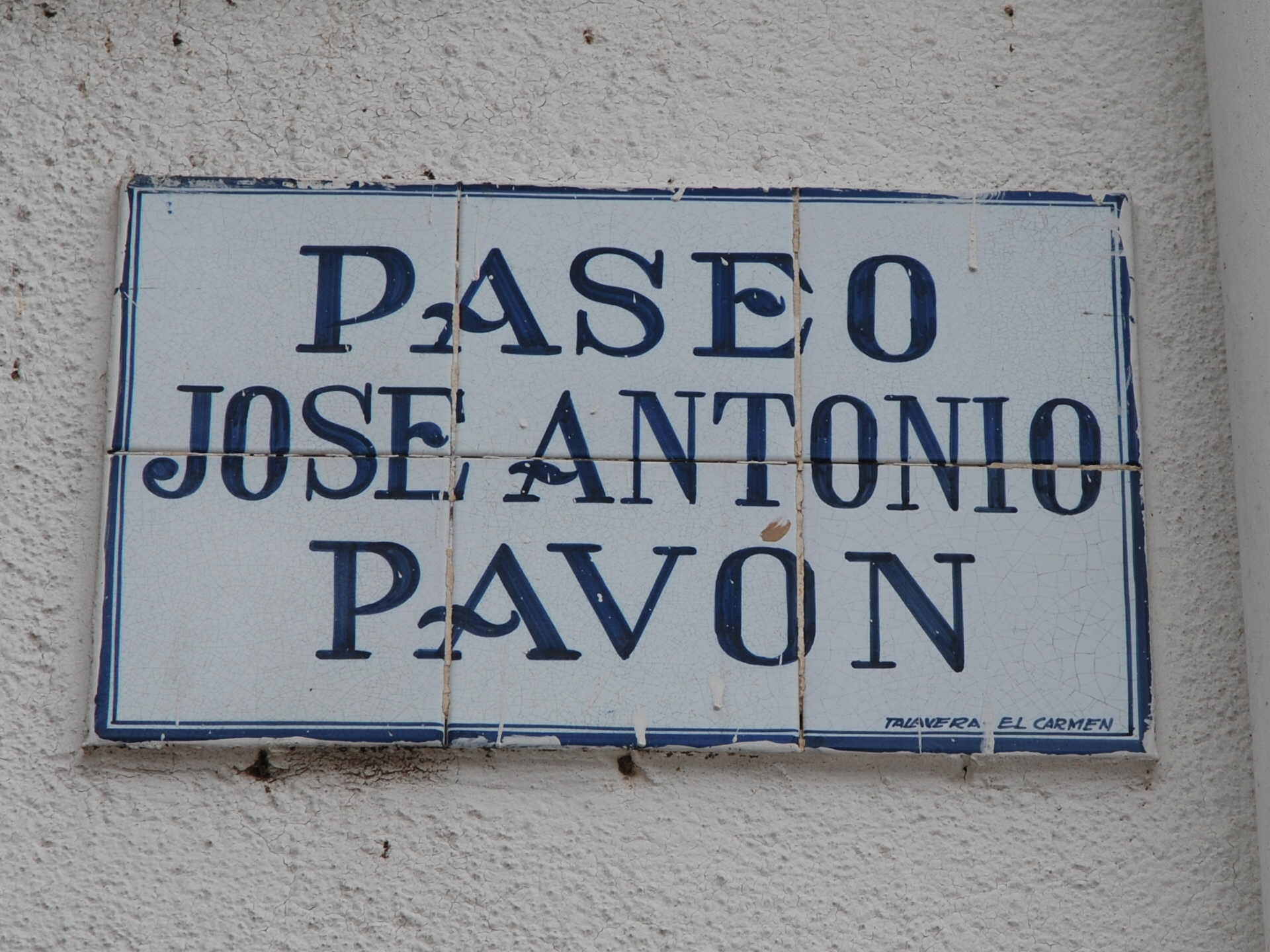
Placa del Paseo de José Antonio Pavón en su pueblo natal de Casatejada

El padre Antonio José de Cavanilles (1745-1804), tal vez el botánico español más importante, dijo de él que era un «hombre aplicado, de luces, modesto, y de excelente conducta».
Pavón durante su vida fue un científico reconocido que logró ser miembro de las siguientes sociedades científicas:
- Academia de Medicina (Sección de Naturales)
- Real Academia de Medicina Práctica de Barcelona
- Amigos de la Investigación de la Naturaleza de Berlín
- Instituto Nacional de París
- Société Philomatique de Paris
- Société des Sciences et Beaux-Arts de Montpellier
- Société Linnéene d´Émulation de Bordeaux
- Academia Real das Sciencias de Lisboa
- Real Academia de Ciencias de Madrid
- Sociedad Física Megapolitana de Rostoch
- Société Linnéenne de Paris
- Linnean Society of London.

### Epónimos
Existen registros de tres epónimos que fueron dedicados en su honor:
- Pavonia fue dedicado a él, confirmando su admiración por los árboles de Chile.
- Antonio Cavanilles lo honró dedicándole una Malvácea: Pavonia paniculata Cav.

- La abreviatura «Pav.» se emplea para indicar a José Antonio Pavón y Jiménez como autoridad en la descripción y clasificación científica de los vegetales.[2]